# Margarethenkirche (Holtensen)

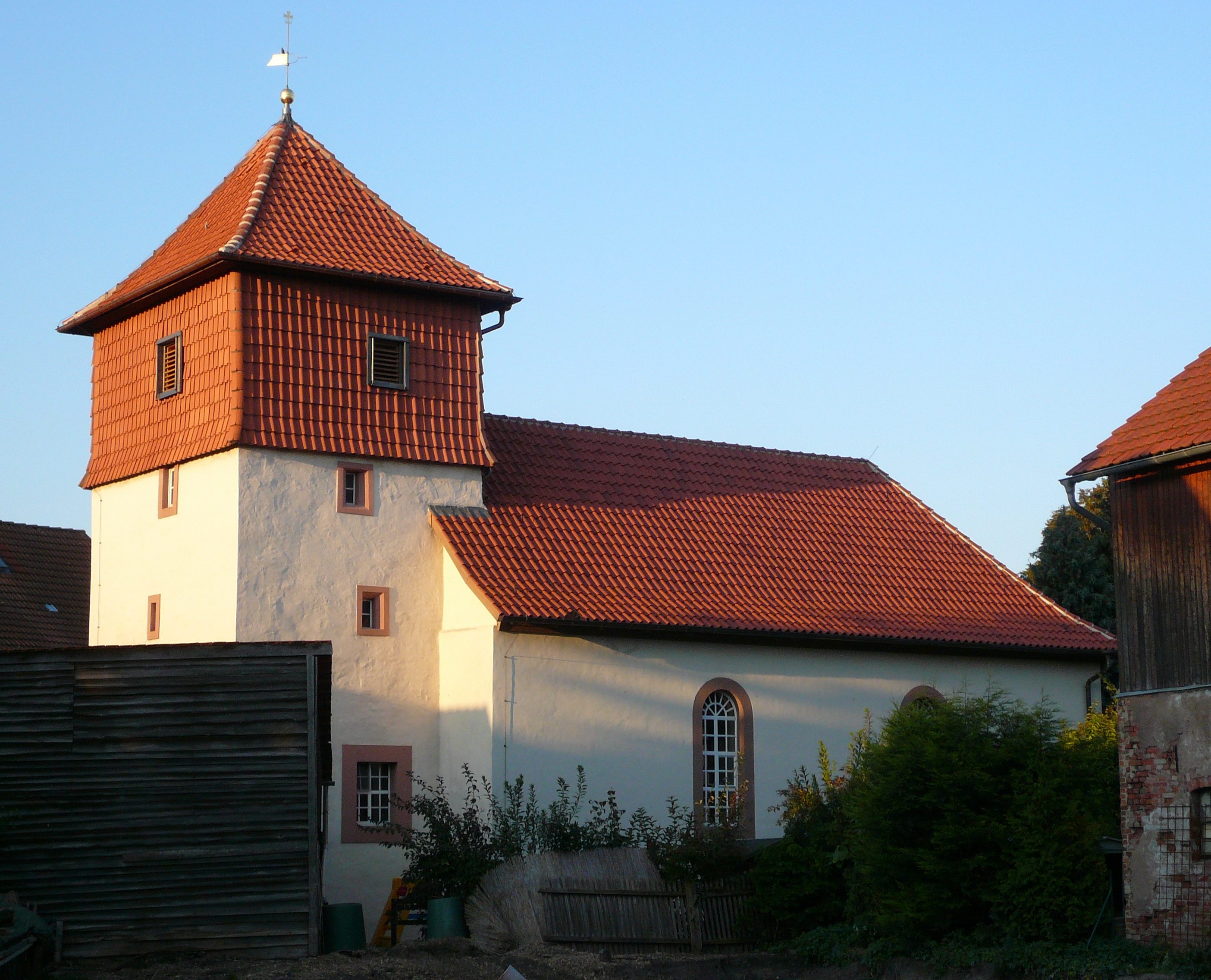
Margarethenkirche

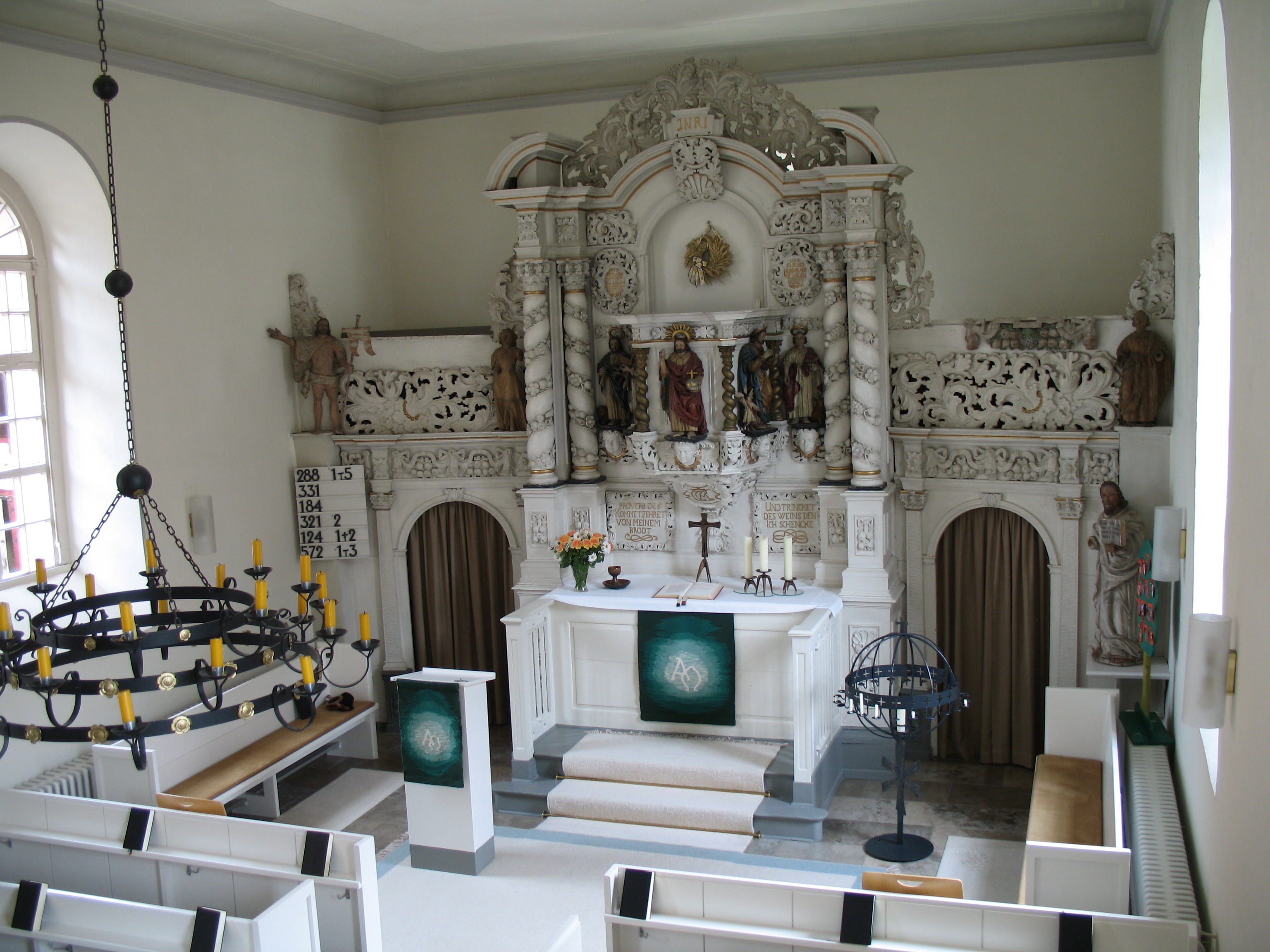
Kanzelaltar

Die evangelisch-lutherische Margarethenkirche steht in Holtensen, einem Stadtbezirk von Göttingen. Die Kirchengemeinde gehört zum Kirchenkreis Göttingen im Sprengel Hildesheim-Göttingen der Evangelisch-lutherischen Landeskirche Hannover.

## Beschreibung
Der Kirchturm wurde als Wachturm in der Mitte des 14. Jahrhunderts erbaut. Das Erdgeschoss des Turmes hatte bis zum Jahr 1749 ein Gewölbe und diente als Gottesdienstraum. In seinem Glockenstuhl hängen zwei Kirchenglocken:
| Gewicht (kg) | Gießer                     | Gießjahr | Inschrift                           |
| ------------ | -------------------------- | -------- | ----------------------------------- |
| 265          | Radlersche Glockengießerei | 1920     | ICH RUFE LEBENDIGE UND BEKLAGE TOTE |
| 365          | Glockengießerei Bachert    | 1979     | VERLEIH UNS FRIEDEN GNÄDIGLICH      |

An ihn wurde das Kirchenschiff im Jahr 1749, wie die Inschrift über dem Portal besagt, angebaut. Der barocke Kanzelaltar wurde 1728/29 für die Johanniskirche in Rosdorf geschaffen. Er wurde im Jahre 1866 der Holtenser Kirchengemeinde geschenkt. Da die Kirche nicht breit genug war, musste der Altar um je einen Seitenflügel verkürzt werden. Seitlich der Kanzel befinden sich die vier Evangelisten. Die Orgel wurde 1969 von Paul Ott eingebaut.